# 伊恩·基特利
伊恩·基特利（英語：Ian Keatley；1987年4月1日—）是一位愛爾蘭橄欖球運動員。他是愛爾蘭國家橄欖球隊的一員，代表愛爾蘭參加了2015年橄欖球六國賽。